# Bundesnotarkammer
Bundesnotarkammer (BNotK) – niemiecka federalna izba notarialna, zarazem podmiot prawa publicznego, którego członkami jest 21 lokalnych izb notarialnych na terenie całych Niemiec. Do poszczególnych izb notarialnych należą natomiast poszczególni notariusze, których w Niemczech działa obecnie ok. 9000.
Bundesnotarkammer jest centralnym organem samorządu notarialnego w Niemczech i członkiem Europäische Bewegung Deutschland, ponadpartyjnego ruchu na rzecz rozwoju Europy, założonego w roku 1949.

## Władze
- prezydent: notariusz Dr. Tilman Götte (Monachium),
- wiceprezydent: notariusz Richard Bock (Koblencja),
- wiceprezydent: adwokat i notariusz Hermann Meiertöns (Oldenburg).